# Burjakivka
Burjakivka (Бурякiвка), oroszul: Burjakovka (Буряковка) elhagyott település Ukrajna Kijevi területén, az 1986-os csernobili atomkatasztrófa után kitelepített 30 km-es zónában. Szomszédos települések: északra Sztari Sepelicsi, keletre Pripjaty városa, délkeletre Csisztogalovka, délre Sztecsanka, délnyugatra Illinci és Dubjanka, nyugatra Tovsztij Lisz és Novaja Kraszica, északnyugatra Recsica. Burjakivka mellett található egy hatalmas hulladéklerakó-telep is, ahová nagyrészt csernobili atomkatasztrófa után a mentésben használt lánctalpas és nehéz technikai eszközöket, a nagy radioaktivitású romokat és a szarkofág építési maradványait deponálták.

## Külső hivatkozások
- Nuclear Waste Repository “Buryakovka” (Képek a roncstemetőtől)